# 加藤祐梨
加藤 祐梨（かとう ゆり、8月22日 - ）は、日本の女性声優。東京都出身。ワンダースペース所属（2017年3月 -）。身長162 cm。
以前はEARLY WINGに所属していた。

## 出演
太字はメインキャラクター。

### テレビアニメ
2012年
- パブー&モジーズ（ナンシー・ネッシー）

2013年
- ローゼンメイデン（新アニメ）（ナース）

2014年
- 神々の悪戯（女子生徒B）

2016年
- orange（保健室教師）
- 奇異太郎少年の妖怪絵日記（ハム次郎、妖怪）
- 一人之下 the outcast（娜娜）
- Bloodivores（ウィン・チャオ幼少期）

2017年
- お酒は夫婦になってから（パイナップル、トマト）

2018年
- 甘い懲罰〜私は看守専用ペット（女子）
- 人外さんの嫁（花見客）

2019年
- BanG Dream! シリーズ（2019年 - 2020年、キャスター、生徒、受付、観客、スタッフ） - 2シリーズ

2020年
- 異種族レビュアーズ（ミルキー）
- アルゴナビス from BanG Dream!（街の人、観客）
- BanG Dream! ガルパ☆ピコ 〜大盛り〜（観客）

2021年
- BanG Dream! ガルパ☆ピコ ふぃーばー!（観客）

2023年
- BanG Dream! シリーズ（2023年 - 2025年、幼稚園の先生、観客、生徒I） - 2シリーズ
- 聖剣学院の魔剣使い（傀儡少女）

### 劇場アニメ
- 劇場版 BanG Dream! Episode of Roselia I：約束（2021年、リサの友人）

### Webアニメ
- がきたびっ!〜あけちの故郷編〜（2021年）
- 印西あるある物語（2022年）

### ゲーム
2013年
- Caladrius（ミリア・マリヴィーン）
- ギンガフォース（ニーナ）
- 閃乱カグラ SHINOVI VERSUS -少女達の証明-

2014年
- Caladrius BLAZE（ミリア・マリヴィーン）

2015年
- アイパラ! IDOL PARADISE（モニカ）

2016年
- Defense Witches（クロエ、ティアナ、リリ）
- ウチの姫さまがいちばんカワイイ（冒険姫トレッタ・アーク）
- 武装少女（エハウィー・ワナギースカ）
- 三国志ブレイブ　（王異、胡車児）

2017年
- 天空のクラフトフリート（シーシェ）

### デジタルコミック
- BeeTV 新宿スワン
- デジコロ うごくまんが ケシカスくん（ボウズ）
- ユメミルゆめみとまるいともだち（まるいともだち）
- ロボット（サイモン）
- モーションコミックでウサギさん　（ネコさん）
- 真夜中の女子会

### その他
- 絵本「雲の森のマーカス」 PV（2017年、ガウナ[8]）

## ディスコグラフィ
| 発売日  | 商品名                                       | 歌                         | 楽曲 | 備考   |
| 2013年  | 2013年                                       | 2013年                     | 2013年 | 2013年 |
| ------- | -------------------------------------------- | -------------------------- | --- | ------ |
| 4月17日 | いつも口ずさんでた歌を合唱でカヴァーしてみた | フェイバリットソング合唱団 | 「フェイバリットソング合唱団のテーマ」 「CMソングメドレー」 「あなたに」 「キセキ」 「情熱の薔薇」 「空も飛べるはず」 「未来予想図II」 「M」 「フェイバリットソング合唱団エンディング」 |        |

### シリーズ一覧
1. ↑  第2期『2nd Season』（2019年）、第3期『3rd Season』（2020年）
2. ↑  『It's MyGO!!!!!』（2023年）、『Ave Mujica』（2025年）

### ユニットメンバー
1. ↑  秋元瑞貴、阿部玲子、石垣奈津美、石川詩乃、内田愛美、大木美和、加藤祐梨、北澤綾香、黒木美咲、雑賀優、坂口愛佳、紗上唄菜、坂本麻美、阪本智美、桜木アミサ、笹本菜津枝、篠永百合、瀬川恵理、竹内麻沙美、谷邊由美、田村奈央、辻綾乃、富永佳恵、中牟田理恵、中村温姫、沼裕華、中芝文香、萩乃水城、濱谷夏帆、三上梨絵、森島亜梨紗、吉田紗和子、羅弘美